# هوانغ جن إي
هوانغ جن إي (بالكورية: 황진이. ولدت في 1506 وماتت في 1560) وتعرف باسم ميونغوول (명월، ويعني: القمر المضيء) هي واحدة من أشهر الغساينغ في عهد مملكة جوسون. عاشت هوانغ في عهد الملك جنغجونغ وتميزت بجمالها الأخاذ وذكائها الفائق وطبيعتها المستقلة.